# J. Peter Lesley

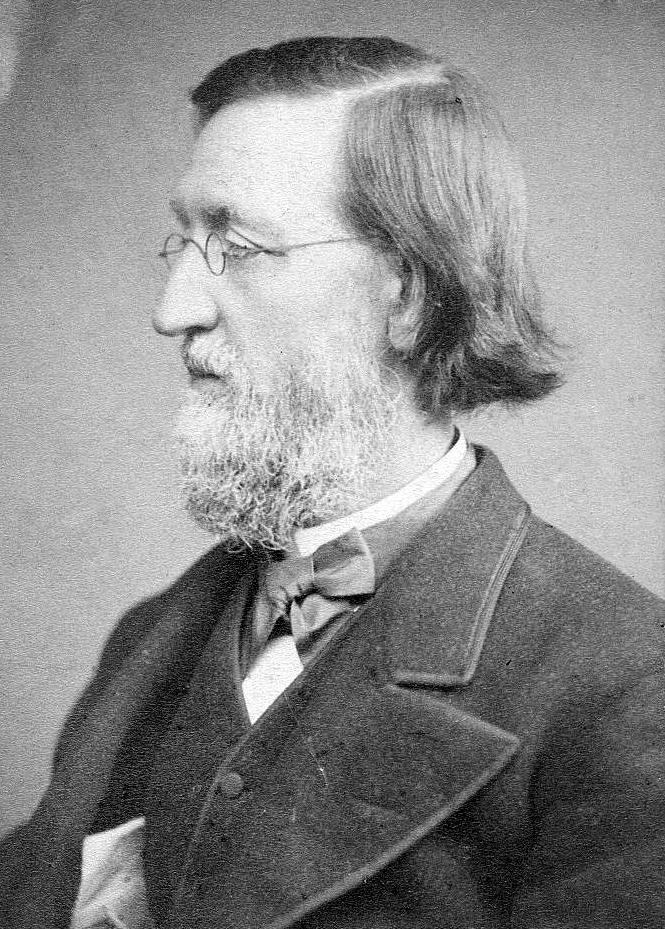
J. Peter Lesley

J. Peter Lesley (auch: J. P. Lesley und Peter Lesley, Jr.; * 17. September 1819 in Philadelphia; † 1. Juni 1903) war ein US-amerikanischer Geologe.

## Leben
Peter Lesley studierte Theologie an der University of Pennsylvania in Philadelphia. Nach seinem Abschluss 1838 verbrachte er drei Jahre als Assistent von Henry Darwin Rogers (1808–1866) bei der ersten geologischen Vermessung Pennsylvanias. 1844 schloss er sein Studium am Theologischen Seminar in Princeton (New Jersey) ab, führte zwischen 1842 und 1844 große Fußreisen in Deutschland aus, studierte in Halle (Saale), setzte die Theologie beiseite und ließ sich 1850 in seiner Vaterstadt als Geologe nieder. Seit dieser Zeit schrieb er seinen Namen J. P. Lesley, wobei das J für junior stand. 1863 gehörte Lesley zu den Gründungsmitgliedern der National Academy of Sciences, 1864 wurde er in die American Academy of Arts and Sciences gewählt.
1863 besuchte er in Europa die Bessemer-Stahlwerke in Sheffield, war 1867 bei der Pariser Weltausstellung als amerikanischer Kommissar tätig, bereiste dann Ägypten und wurde 1873 zum Professor für Geologie und Bergbau an der University of Pennsylvania, 1874 zum amtlichen Geologen des Staats Pennsylvania ernannt. 1884 wurde er Präsident der American Association for the Advancement of Science, von 1887 bis 1898 Vize-Präsident der American Philosophical Society.

## Werke

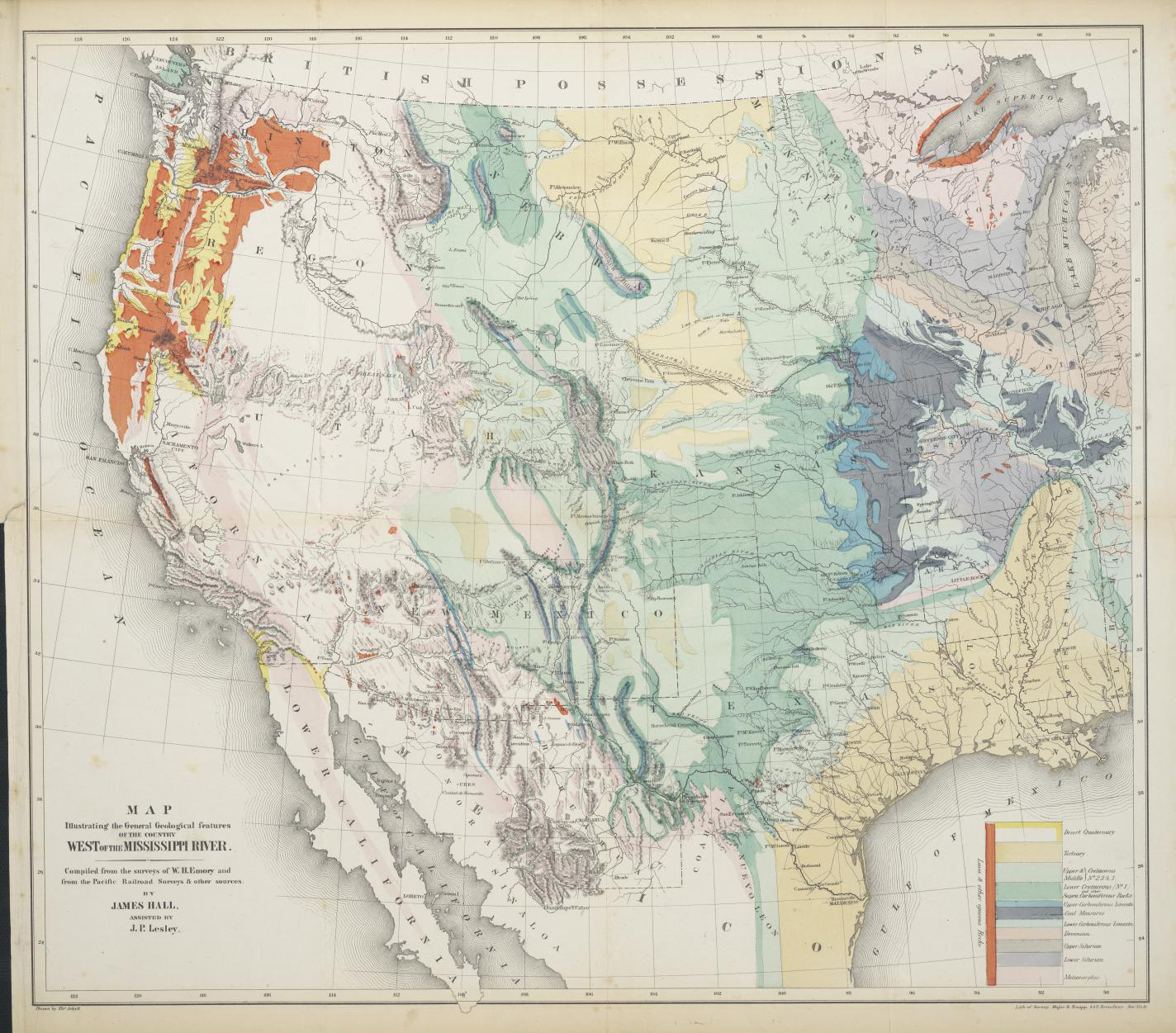
Lesley und James Hall, Map Illustrating the General Geological Features of the Country West of the Mississippi River, 1857

- Manual of coal and its topography: illustrated by original drawings, chiefly of facts in the geology of the Appalachian region of the United States of North America (1856)
- Guide to the iron works of the United States (1858)
- The iron manufacturer's Guide to the furnaces, forges and rolling mills of the United States (1859)
- Report on the Embreeville Iron Property, East Tennessee (1873)
- A map and profile of a line of levels along Slippery Rock Creek (1875)
- Note on the comparative geology of North-Eastern Ohio and North-Western Pennsylvania, and Western New York (1875)
- Historical Sketch of Geological Explorations in Pennsylvania (1876)
- Man's origin and destiny: sketched from the platform of the sciences, in a course of lectures delivered before the lowell institute, in Boston, in the winter of 1865-6 (1868, 2. Aufl. 1881)